# Decastar 2011
Decastar 2011 – mityng lekkoatletyczny w konkurencjach wielobojowych, rozegrany 17 i 18 września w Talence we Francji. Zawody były ostatnią odsłoną cyklu IAAF World Combined Events Challenge w sezonie 2011.

## Rezultaty
| NR – rekord kraju |

| Konkurencja:           | 1. miejsce       | Rezultat     | 2. miejsce       | Rezultat  | 3. miejsce         | Rezultat  |
| Dziesięciobój mężczyzn | Hans van Alphen  | 8200 pkt. NR | Mikk Pahapill    | 8184 pkt. | Eelco Sintnicolaas | 8170 pkt. |
| Siedmiobój kobiet      | Tatiana Czernowa | 6679 pkt.    | Natala Dobrynśka | 6538 pkt. | Karolina Tymińska  | 6301 pkt. |